# Terra del Sole

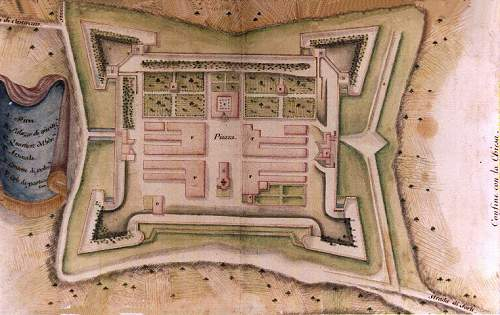
Plan de la nouvelle ville de Terra del Sole, d'après Baldassarre Lanci.

Terra del Sole (Tèra de Sòl en romagnol) (« Terre du Soleil ») est une ville construite en 1564 pour le comte  Cosme Ier de Toscane par Baldassarre Lanci, originaire d'Urbino. Elle se situe dans l'actuelle région d'Émilie-Romagne. Il s'agit de l'une des premières cités fortifiées à avoir été entièrement pensée selon un schéma géométrique. Elle fut conçue pour symboliser la ville idéale de la Renaissance italienne.
Édifiée selon un plan rectangulaire, Terra del Sole n'était pas simplement une ville résidentielle mais aussi une importante place forte capable de faire face aux innovations militaires les plus récentes, notamment les armes à feu. En certains endroits, les murs atteignent neuf mètres d'épaisseur. La cité elle-même est divisée en quartiers symétriques, eux-mêmes subdivisés en rues. Deux petits châteaux servaient respectivement de quartier général au « capitaine d'artillerie » et au « gouverneur de la cité. » Les quatre quartiers principaux de la ville étaient appelés Santa Maria, Santa Reparata, Sant'Andrea et San Martino.
La place centrale, baptisée Piazza d'Armi (« Place d'armes »), est entourée des principaux édifices publics : l'église Santa Reparata, le Palazzo del Provveditore, le Palazzo della Cancelleria et le Palazzo Pretorio (aujourd'hui transformé en musée de l'Homme et de l'Environnement).
La ville Castrocaro Terme e Terra del Sole existe toujours aujourd'hui, et compte 6 096 habitants. Bien que de petits groupes d'habitations soient depuis apparus à l'extérieur des murs, le plan initial de Cosme Ier reste très perceptible.

## Jumelage
- Prachatice (Tchéquie)